# Hyalesthes thracina
Hyalesthes thracina är en insektsart som beskrevs av Hoch 1986. Hyalesthes thracina ingår i släktet Hyalesthes och familjen kilstritar.
Artens utbredningsområde är Turkiet. Inga underarter finns listade i Catalogue of Life.